# Nagyigmánd
Nagyigmánd är en ort i Ungern.   Den ligger i provinsen Komárom-Esztergom, i den västra delen av landet, 70 km väster om huvudstaden Budapest. Nagyigmánd ligger 128 meter över havet och antalet invånare är 3 132.
Terrängen runt Nagyigmánd är platt. Runt Nagyigmánd är det ganska glesbefolkat, med 39 invånare per kvadratkilometer. Närmaste större samhälle är Komárom, 11,7 km norr om Nagyigmánd. Trakten runt Nagyigmánd består till största delen av jordbruksmark.